# Battulgyn Mönjtuyaa
Battulgyn Mönjtuyaa (18 de febrero de 1988) es una deportista mongola que compite en judo. Ganó dos medallas de bronce en el Campeonato Asiático de Judo en los años 2013 y 2017.

## Palmarés internacional
| Campeonato Asiático | Campeonato Asiático | Campeonato Asiático | Campeonato Asiático |
| Año                 | Lugar               | Medalla             | Categoría           |
| ------------------- | ------------------- | ------------------- | ------------------- |
| 2013                | Bangkok (Tailandia) | Medalla de bronce   | –78 kg              |
| 2017                | Hong Kong (China)   | Medalla de bronce   | +78 kg              |